# Detroit Triple Fan Fair
La Detroit Triple Fan Fair (DTFF) va ser una convenció multigènere generalment celebrada anualment a Detroit des de 1965 fins a 1977. Es considera una de les primeres convencions de còmics dels Estats Units.

## Història
El 24 de maig de 1964, a l'Hotel Tuller, els adolescents Robert Brosch i Dave Szurek van organitzar una convenció a Detroit per a uns 80 fans del mitjà del còmic. Jerry Bails, el "pare del fandom dels còmics", formava part del comitè organitzador, juntament amb membres de la Michigan Science Fiction Society (els anomenats "Misfits").
L'any següent, Bails i l'entusiasta del còmic local Shel Dorf es van fer càrrec de l'esdeveniment, batejant-lo com a Detroit Triple Fan Fair (en referència a la literatura fantàstica, les pel·lícules de fantasia i l'art del còmic) i organitzant-lo com a esdeveniment anual (tot i que no es va fer cap espectacle el 1966). La junta de la fira oficial inicial de Detroit Triple Fan estava formada per Bails, Carl Lundgren, Tom Altschuler, Ed Aprill, Noel Cooper, Gary Crowdus, Howard Devore, Marvin Giles, Dennis Kowicki, Larry Larson i Eugene Seeger. Robert Brosch, una autoritat en pel·lícules de terror, també es va mantenir involucrat amb el DTFF en diverses funcions almenys fins al 1970.
El primer DTFF oficial va tenir lloc del 24 al 25 de juliol de 1965, a l'Hotel Embassy de Detroit. Les projeccions de pel·lícules van incloure Phantom of the Opera de Lon Chaney i el preu d'entrada era de 2 dòlars els dos dies.
En el que aviat es va convertir en tendència, els aspirants a creadors de còmics locals van acudir als primers esdeveniments i sovint es van involucrar cada any en l'organització de la convenció. Per exemple, l'aleshores Carl Lundgren, de 18 anys, va ser copresident del DTFF de 1965, i Rich Buckler també va assistir als espectacles inicials quan era adolescent, i finalment va "dirigir coses". Arvell Jones recorda moltes coses. Membres de l'anomenada "Detroit Mob" fent aparicions en diversos espectacles, com Buckler, Greg Theakston, Tom Orzechowski, Keith Pollard, Jim Starlin, Mike Vosburg, Al Milgrom, Terry Austin i Michael Netzer (Nasser).
Entre les pel·lícules projectades al programa de 1969 hi havia les pel·lícules de Boris Karloff, The Mummy, Frankenstein i The Bells. L'escriptor Ken Bruzenak va assistir a la convenció de 1969, on va conèixer el seu heroi Jim Steranko, i també es va creuar amb el futur col·laborador Howard Chaykin per primera vegada.
El cofundador Dorf va deixar Detroit i el DTFF per anar al sud de Califòrnia a finals de 1969, on va fundar aviat el que es va convertir en la San Diego Comic-Con.
La convenció de 1970, organitzada per Buckler i el creador de DTFF, Robert Brosch, va tenir una durada cinc dies, compartint esdeveniments amb "Dum-Dum '70" (realitzat pels Bibliophiles de Burroughs). Entre els convidats i professionals assistents hi havia Philip José Farmer (el convidat d'honor Dum-Dum), Jim Steranko, Algis Budrys, Don & Maggie Thompson, Jerry Bails, Marv Wolfman, Len Wein, Bernie Wrightson, Alan Weiss, Mike Friedrich i John Jakes. Es van celebrar panells sobre temes com Carl Barks i Walt Kelly, el futur dels còmics i un "simposi sobre l'espasa i la bruixeria". L'Acadèmia d'Arts del Còmic va oferir una exposició d'art original. La sala de distribuïdors era coneguda com a "Huckster Room" i "pel·lícules fins a l'alba" es van mostrar cada nit del 3 al 6 de setembre. Dissabte a la nit es va celebrar un ball de màscares, amb premis a la millor disfressa. A més del coorganitzador Buckler, altres assistents al DTFF de 1970 que després es van convertir en professionals de la indústria del còmic van incloure Arvell Jones, Tom Orzechowski, Greg Theakston i Tony Isabella.
El 1971 no es va celebrar cap DTFF, i els entusiastes de la zona de Detroit Tom Orzechowski, Terry Austin, Tony Isabella, Arvell Jones, Martin Pasko i Jerry Bails temien que s'esvaís completament. En conseqüència, l'agost de 1972 van organitzar la Detroit Tri-Con, celebrada del 3 al 6 d'agost al Pick-Fort Shelby Hotel. Els convidats oficials van ser Gray Morrow, Lin Carter i Fan Guest of Honor Rick Yager; altres convidats van incloure Edmond Hamilton, Leigh Brackett, Al Williamson, Russ Myers, John Jakes, T. Casey Brennan i Robert Taylor; la portada del programa va ser de Gray Morrow. Les pel·lícules inclouen Metropolis de Fritz Lang, El lladre de Bagdad de Douglas Fairbanks, El món perdut d'Arthur Conan Doyle i El falcó maltès de Humphrey Bogart.
Greg Theakston es va convertir en una persona important del DTFF després que marxes Shel Dorf, va arribar a ser el propietari des de 1973 fins a la seva dissolució el 1978. En resposta al Detroit Tri-Con, i afirmant que la Triple Fan Fair estava "viva i bé", Theakston va organitzar un DTFF del 19 al 22 d'octubre de 1972. La convenció d'aquell any va compartir la facturació amb la Convenció Star Trek d'Al Schuster; Entre els convidats hi havia Gene Roddenberry i Majel Barrett, així com Neal Adams."Les pel·lícules fins a l'alba" mostrada al DTFF de 1972 incloïa clàssics de Hollywood pre-codi com The Invisible Man, Dràcula de Bela Lugosi i Frankenstein i Bride of Frankenstein de Boris Karloff; una selecció de pel·lícules de terror d'Hammer; una versió sense censurar de La nit dels morts vivents; quatre pel·lícules dels germans Marx; i 12 episodis de Star Trek. A més, Vaughn Bodē va estrenar el seu "Bodē Cartoon Concert" a l'espectacle de 1972, davant d'una multitud de 80 persones. L'entrada cada dia al DTFF de 1972 era de 4 dòlars a la porta. (L'il·lustrador Joe Barney, que més tard va treballar per a Neal Adams a Continuity Studios, afirma haver conegut el seu ídol Jim Steranko a la Fira de la Triple Fan de Detroit de 1971, però no hi ha cap constància de la celebració d'un DTFF el 1971. Barney recorda Vaughn Bodē, Jeff Jones, Greg Theakston, Michael Nasser i Keith Pollard estaven al mateix programa, el que significa que probablement estava pensant en l'edició de DTFF de 1972.)
Un dels primers actes de Theakston com a propietari oficial de DTFF va ser fer dos espectacles el 1973, un durant el cap de setmana del Memorial Day i un altre a l'octubre. "Films all night" del programa de maig incloïa set pel·lícules dels germans Marx i les pel·lícules Pre-Code de Hollywood Mad Love i Mystery of the Wax Museum. Chuck Rozanski, més tard un important detallista de còmics de la zona de Denver, va fer autoestop a Detroit per al Memorial Day DTFF, va dormir a casa de Jerry Bails i es va instal·lar com a distribuïdor al programa. Rozanski va convertir 50 còmics de gran valor que va portar amb ell en un inventari de més de 2.000 còmics. Al final del programa, havia guanyat més de 400 dòlars i tenia més de 1000 còmics que va enviar a Denver per a vendes futures. (Rozanski va obrir la seva primera botiga a Denver l'any següent.)
L'espectacle d'octubre de 1973, amb Barry Windsor-Smith, Michael Kaluta, George A. Romero i Russ Heath, va patrocinar un concurs de cinema amateur i la "mascarada" anual (amb un primer premi de 100 dòlars). "Films till Dawn" incloïa dues pel·lícules dels germans Marx, 20 dibuixos animats de Warner Bros. I sis episodis d'Amos 'n' Andy.
El 1974, DTFF va ser considerada la convenció de fans més gran, en termes d'assistència, al Midwest. L'edició de 1974 va incloure una exposició de l'Acadèmia d'Arts del Còmic, un concurs de cinema amateur i la "mascarada" anual amb un primer premi de 150 dòlars. Les "pel·lícules fins a l'alba" i els "parpelleigs fracturats" de dijous a la nit incloïen sis episodis d'Amos 'n' Andy. L'artista Michael Netzer (aleshores conegut com a Michael Nasser) recorda que Greg Theakston el va presentar a Neal Adams al DTFF de 1974. Adams es va interessar per l'art de Netzer i el va convidar a unir-se a Continuity Studios.
A mitjans i finals de la dècada de 1970, molts dels creadors de la zona de Detroit que havien ajudat a organitzar l'esdeveniment s'havien traslladat a la ciutat de Nova York per treballar per a Marvel i DC. El DTFF continuaria esporàdicament durant la dècada de 1970. No se'n va celebrar cap DTFF el 1975. El 1977, hi va haver una darrera Fira de la Triple Fan celebrada a l'ara desaparegut Hilton de Troy (Michigan); aquesta edició del DTFF es coneixia com la "Detroit Triple Fan Fair (a l'exili)." Els convidats d'honor en aquell esdeveniment van ser Chuck Jones, Charles H. Schneer i Ray Harryhausen. Les pel·lícules projectades al DTFF de 1977 incloïen les pel·lícules de Harryhausen It Came from Beneath the Sea, The 7th Voyage of Sinbad i Sinbad and the Eye of the Tiger.
L'artista de còmics Gray Morrow va afirmar haver il·lustrat el llibret del programa DTFF de 1978, però no hi ha constància d'un espectacle que es va celebrar aquell any.

## Llegat
De 1984 a 1986, l'estudiant de grau local Gary Reed (posteriorment editor de Caliber Press) va dirigir una convenció local coneguda com King Kon. A partir de 1989, el detallista de còmics Michael Goldman va llançar una iniciativa amb ànim de lucre anomenada Motor City Comic Con; continua com un espectacle anual fins als nostres dies.
La Detroit Fanfare, establerta el 2010, va reconèixer obertament el seu deute amb la Detroit Triple Fan Fair:
| «                  | Detroit té una connexió molt forta amb les convencions del còmic i el fandom. Algunes de les primeres revistes de fandoms van sortir de l'àrea de Detroit a finals de la dècada de 1960 i la Detroit Triple Fan Fair va ser la primera convenció d'aquest tipus. ... Detroit Fanfare està orgullós i emocionat de portar de tornada a casa alguns dels principals participants que van ajudar a fer créixer la indústria del còmic fins a convertir-la en el gigante que és avui. Hi haurà panells i debats on les persones que van començar tant tindran l'oportunitat de parlar dels primers dies i reflexionar sobre els seus records de les grans estrelles que van assistir a la convenció. Proporcionaran imatges rares i dibuixos originals d'alguns dels mestres del mitjà. | » |
| — Detroit Fanfare, | |   |

En un altre cop d'ull al DTFF, el Detroit Fanfare també va distribuir els "Shel Dorf Awards". La Detroit Fanfare va cessar les seves operacions després de la convenció de 2012.